# Estadio Bosque del Mboi Ka'e
El Estadio Bosque del Mboi Ka'e (también llamado Estadio El Bosque o Estadio Mboi Ka'e) es un estadio de fútbol de Paraguay propiedad del 22 de Setiembre Foot-Ball Club de Encarnación, Departamento de Itapúa.
El estadio posee una capacidad para 3000 espectadores y una cancha auxiliar para entrenamientos. Se encuentra ubicado al oeste del centro urbano de Encarnación, a 1 km de la ruta PY01 y a 1 km de la Costanera de Encarnación y de la Playa de Mbo'i Ka'e.

## Origen del nombre
Recibe su nombre actual debido a que el predio se encuentra en una zona boscosa cerca del arroyo Mbo'i Ka'e y también de la Playa Mbo'i Ka'e de la Costanera de Encarnación, una zona actualmente muy turística de la ciudad.
Mboi ka'ẽ viene del idioma guaraní y significa "serpiente asada", la zona es conocida con ese nombre desde hace siglos, porque en la época precolombina los indígenas de distintas tribus se reunían ahí una vez al año para realizar un ritual ancestral que consistía en cazar a la serpiente más venenosa de la zona, la mboi chiní (serpiente de cascabel). El hombre que la cazaba viva era considerado el guerrero más valiente y aseguraba un año de buena suerte para todas las tribus participantes. La serpiente era lanzada al fuego y luego de ser asada era partida en pequeños trocitos y consumida por todos los miembros de las tribus invitadas, para augurar un buen año de caza y abundancia.

## Historia
Originalmente el estadio tenía dos pequeñas graderías en el sector oeste, pero para su participación en la Primera División B Nacional esas graderías fueron demolidas y construidas nuevas graderías de cemento en los sectores oeste y sur, entre los años 2011 y 2012. Estos dos sectores sumados a graderías móviles de madera para 2000 espectadores sentados.
En el año 2017 el estadio fue ampliado para llegar a una capacidad de 3000 espectadores sentados, para que el club pueda participar en la Segunda División de ese año.